# Déconcentration
Ne doit pas être confondu avec Décentralisation.
 (mai 2017).
 (mai 2017).
Si vous disposez d'ouvrages ou d'articles de référence ou si vous connaissez des sites web de qualité traitant du thème abordé ici, merci de compléter l'article en donnant les références utiles à sa vérifiabilité et en les liant à la section « Notes et références ».
En pratique : Quelles sources sont attendues ? Comment ajouter mes sources ?
La déconcentration est une technique d'organisation des administrations qui consiste à distribuer les agents et les compétences au sein d'une même personne morale, depuis une administration centrale vers ses services déconcentrés. C'est le cas de la déconcentration administrative de l'État, personne morale de droit public où l'administration centrale incombe à des agents qu'il nomme, un domaine de compétences spécifique lui permettant un pouvoir lié ou un pouvoir discrétionnaire sur les administrés. Ce qui est notamment le rôle du préfet et de la préfecture en France.
Cette déconcentration est répartie suivant une carte administrative qui définit les représentations locales de l'administration d'État. Cette notion s'oppose à celle de concentration qui est un système administratif dans lequel le pouvoir de décision est concentré au sommet de l'appareil d’État.
La déconcentration se distingue de la décentralisation dans la mesure où il s'agit d'un système de délégation vers des échelons inférieurs internes ne possédant dès lors pas de personnalité morale propre, tandis qu'une décentralisation délègue à des collectivités territoriales possédant une personnalité morale propre. Il s’agit donc plus de la fonction exécutive et administrative dans la déconcentration et plus de la fonction législative dans la décentralisation. Décentralisation et déconcentration ne s'opposent pas pour autant.
La déconcentration est un aménagement de la centralisation : elle permet de réduire les lenteurs et lourdeurs liées à l'obligation, dans tout système centralisé, d'attendre la décision de l'échelon suprême. Elle a ainsi pour fonction de décongestionner l'administration centrale en permettant une prise de décision au niveau local, comme le traduit l'image de Odilon Barrot « C'est le même marteau qui frappe mais on en a raccourci le manche » ou la phrase de Napoléon III : « On gouverne bien de loin mais on administre mieux de près ».
Il existe deux types de déconcentration administrative : la déconcentration territoriale et la déconcentration fonctionnelle.
Paul Houée nous rappelle que « la création de la DATAR en 1963 ouvre une brèche prometteuse dans le paysage institutionnel français. En 1964, quelques réformes administratives engagent un début de déconcentration, plus que de décentralisation. »

## En France

### Historique
En France, la déconcentration s'est faite en plusieurs étapes. Il faut en distinguer deux principales : d'abord la déconcentration sans décentralisation, puis la déconcentration comme allant de pair avec la volonté de décentralisation. Gérard Marcou l'affirme ainsi, la déconcentration « comprise autrefois comme un substitut à la décentralisation, elle en est aujourd’hui la conséquence et le complément ».

#### La déconcentration sans décentralisation
La déconcentration commence avec la création des intendants sous la Monarchie. Elle s'ancre réellement dans l’État français avec la création des préfets par Loi du 28 pluviôse an VIII. Les préfets voient leurs pouvoirs renforcé par un transfert des attributions du chef de l'État et des ministres avec les décrets du 25 mars 1852 et du 13 avril 1861. Selon son exposé des motifs, « On peut gouverner de loin mais on n'administre bien que de près ». Ce travail de déconcentration au profit des préfets est poursuivi avec principalement trois mesures :
1. Le décret-loi du 5 novembre 1926 a déconcentré de l'État au profit des préfets, le pouvoir de tutelle sur les collectivités territoriales ;
2. Les décrets du 14 mars 1964 ont institué les préfets de région, en leur confiant des tâches de coordination[7] ;
3. Un décret de 1970 a déconcentré aux préfets des régions et préfets des départements la répartition des crédits.

#### La déconcentration de pair avec la décentralisation
La loi Defferre du 2 mars 1982 qui a mis en place la décentralisation marque un bouleversement. Par la volonté de décentralisation, le pouvoir central accentue la déconcentration, puisque l'extension du pouvoir des élus locaux a nécessité l'extension de celui des préfets. C'est Gaston Deferre qui l'affirme lorsqu'il défend sa loi : « Il est souhaitable qu'à chaque niveau de décentralisation corresponde un niveau de déconcentration aussi fort. » La politique d'allier déconcentration et décentralisation se retrouve dans les mesures suivantes des différents gouvernements, à travers notamment les points suivants :
1. La loi relative à l'administration territoriale de la République du 6 février 1992 et la charte de la déconcentration ont fait de la déconcentration le principe de l'organisation administrative française[10],[11],[7] ;
2. En 2001, la loi organique relative aux lois de finances renforce le pouvoir des administrations centrales[12] ;
3. La réforme de l’administration territoriale de l’État (RéATE), opérée, à partir de 2007 dans le cadre de la Révision générale des politiques publiques, et qui a modifié l'organisation des services de l’État dans les territoires, en vue de « renforcer l’intégration de l’action de l’État, en mettant fin au cloisonnement de ses administrations[13] »[7] ;
4. Le décret du 16 février 2010 instaure une déconcentration importante à l'échelon des préfets de région[14] ;
5. Dans le cadre de l’« Acte III de la décentralisation », le décret du 7 mai 2015 annule et remplace la charte de la déconcentration. La déconcentration autorise désormais des organisations différentes en fonction des territoires, et concernera aussi les moyens budgétaires et humains, avec un objectif de mutualisation des services et des établissements publics de l’État. La Conférence nationale de l’administration territoriale de l’État est mise en place[15],[12] ;
6. La réforme de l’organisation territoriale de l’État de 2019-2020 a pour buts principaux de « désenchevêtrer les compétences de l’État avec les collectivités, les opérateurs ou les acteurs hors de la sphère publique ; réorganiser le réseau déconcentré de l’État pour mieux répondre aux priorités affichées par le Gouvernement et gagner en efficience par la mutualisation des moyens et la coopération interdépartementale »[16],[17],[18].

### Application
La déconcentration est corrélative d'une implication importante de l'État dans la société, en d'autres termes, l'État intervenant beaucoup plus, la déconcentration devient un impératif administratif. L'état devient interventionniste, il développe des actions en matière économique et sociale. On va sans cesse développer en France de nouvelles structures déconcentrées dans la mesure où l'État est devenu un État-providence.
Sous la Ve République, la déconcentration est développée jusqu'à devenir un principe essentiel puisqu'on assiste tant au développement d'une politique d'aménagement du territoire que de modernisation de l'économie.

### Modalités
La déconcentration française repose sur le principe de subsidiarité de la loi du 6 février 1992 qui dispose que les autorités déconcentrées ont la compétence de droit commun, c'est-à-dire que l'échelon le plus élevé ne doit assurer que les missions ne pouvant être exercées à un niveau inférieur. Aujourd'hui, c'est un mouvement différent qui s'inscrit, c'est le cadre régional qui devient l'unité déconcentrée de droit commun. En d'autres termes, le découpage régional devient le territoire spécifique de mise en œuvre de la politique de l'État. La loi du 13 août 2004 donne des missions nouvelles de coordination au préfet de région, mais également de direction des niveaux départementaux.
La déconcentration a été très poussée puisque 95 % des agents de l'administration sont déconcentrés et qu'ils mobilisent les deux tiers des crédits[réf. nécessaire].
Pour exercer leurs missions, les services déconcentrés des administrations civiles de l’État sont, sauf disposition législative contraire ou exception prévue par décret en Conseil d’État, organisés dans le cadre de trois types de circonscriptions territoriales : régionale, départementale, d’arrondissement. Elle peut se faire également dans le canton et la commune ainsi que dans des circonscriptions spécifiques à la déconcentration comme les ressorts des cours d'appel, les académies ou encore les zones de défense et de sécurité.

### Contrôle
Les actes des agents et services déconcentrés sont soumis à un contrôle hiérarchique. À l'intérieur de chaque entité morale s'exerce ce contrôle du haut vers le bas. Cela permet d'assurer l'unité de l'institution, et à la personne morale déconcentrée de rapprocher l'action administrative des administrés. Ce pouvoir appartient aux chefs de service (ministres, préfets, exécutifs des établissements publics) qui ont dès lors un pouvoir d'instruction (donner des ordres), de réformation (remplacer un acte administratif par un autre), d'annulation (annuler rétroactivement un acte de l'un de ses subordonnés) et de sanction. Elle permet donc à l'État d'agir avec une plus grande efficacité et plus rapidement.